# Barnaba da Terni

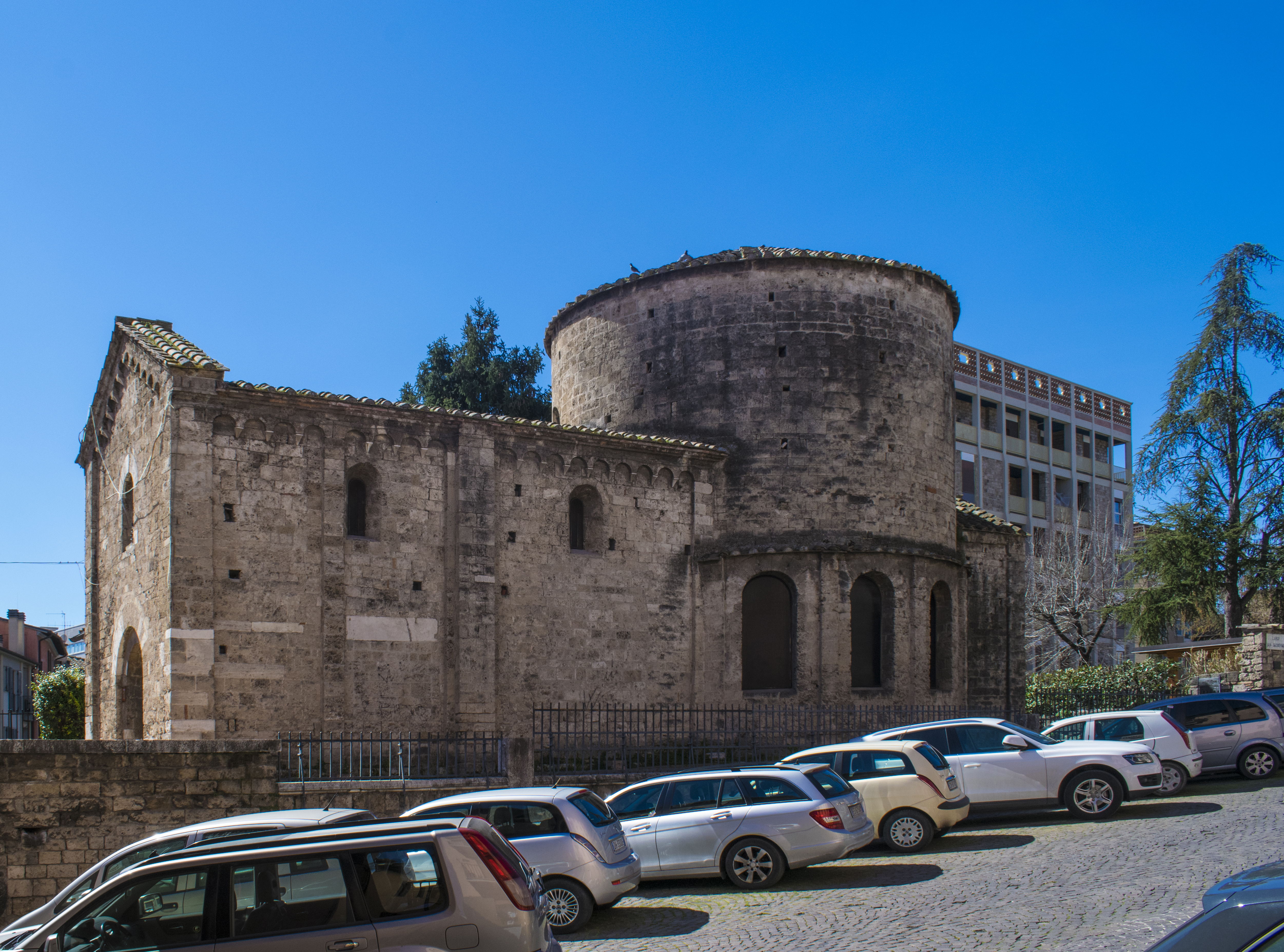
Chiesa di San Salvatore (Terni), un tempo appartenente alla famiglia Manassei. Internamente conserva ancora la cappella dell'omonima famiglia con pregevoli affreschi del XIV secolo.

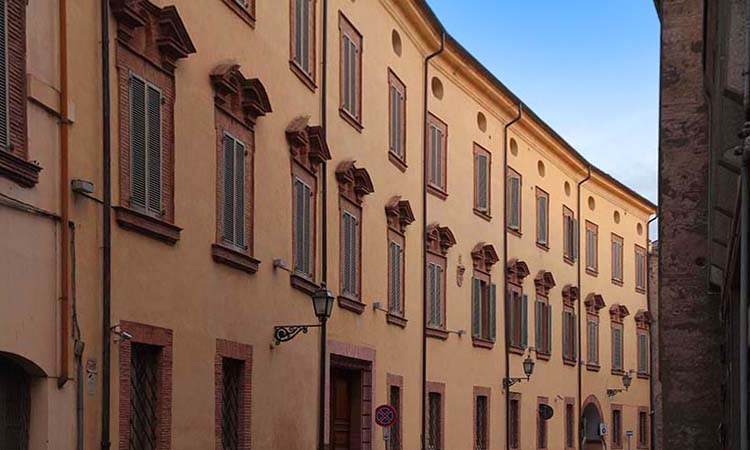
Palazzo Manassei (XIV-XVII secolo).

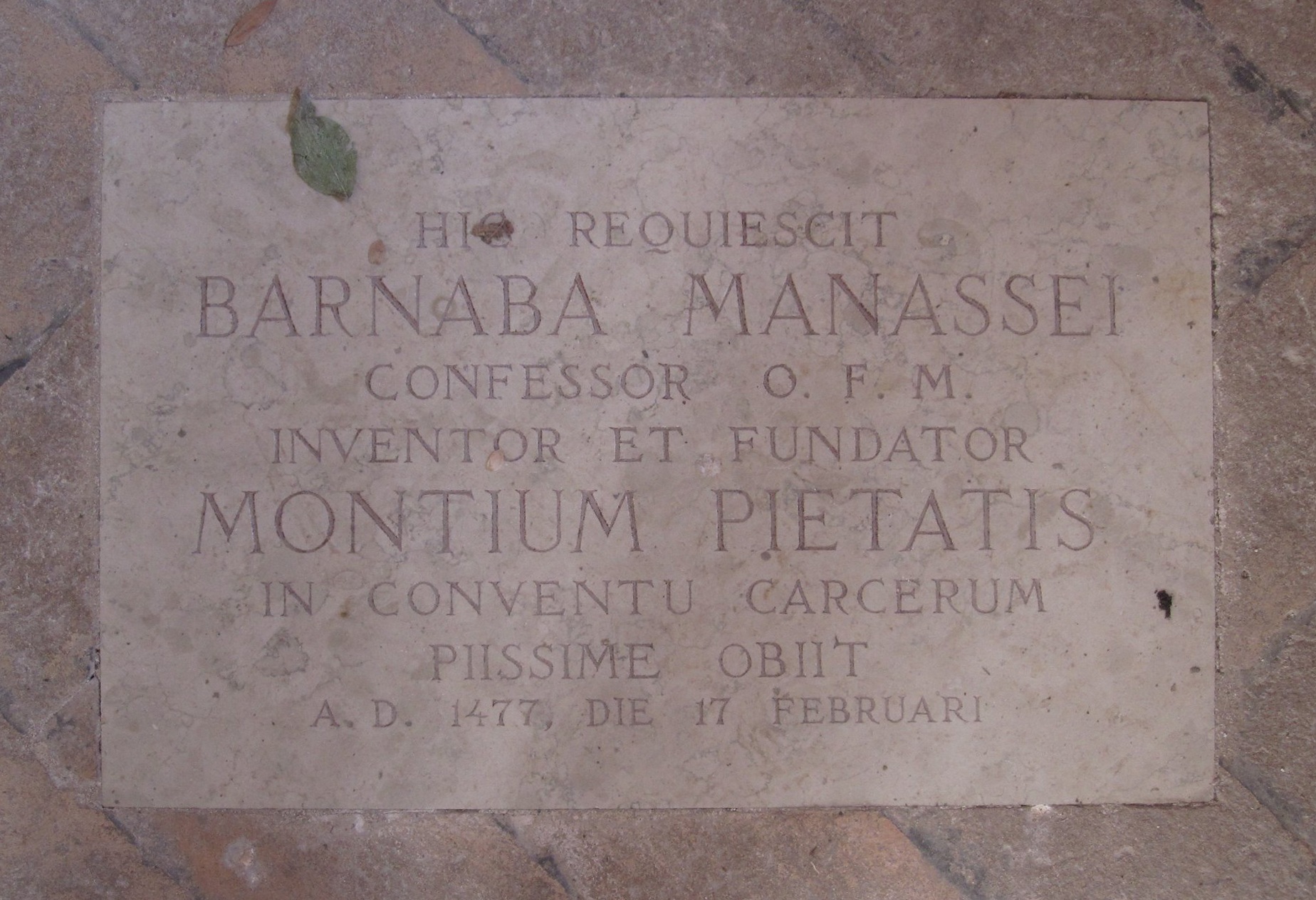
Lapide commemorativa del Beato Barnaba Manassei da Terni (XV secolo, Eremo delle Carceri, Assisi).

Barnaba Manassei da Terni [lat. Fratri Barnabe de Ternis] (Terni, 1398 – Assisi, 17 febbraio 1477) è stato un presbitero, religioso e predicatore italiano, oggi venerato come beato dalla Chiesa cattolica. È conosciuto per il suo enorme contributo nell'invenzione del sistema bancario dei monti di pietà .

## Primi anni di vita
Barnaba apparteneva alla ricca e antica nobile famiglia feudale dei Manassei di Terni (sostenitori del partito guelfo) ed era dottore in medicina e ben versato in lettere e filosofia prima di entrare nell'Ordine dei Frati Minori in Umbria.

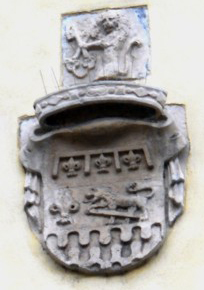
Stemma della famiglia Manassei (altorilievo del XVI secolo, palazzo Manassei, Terni).

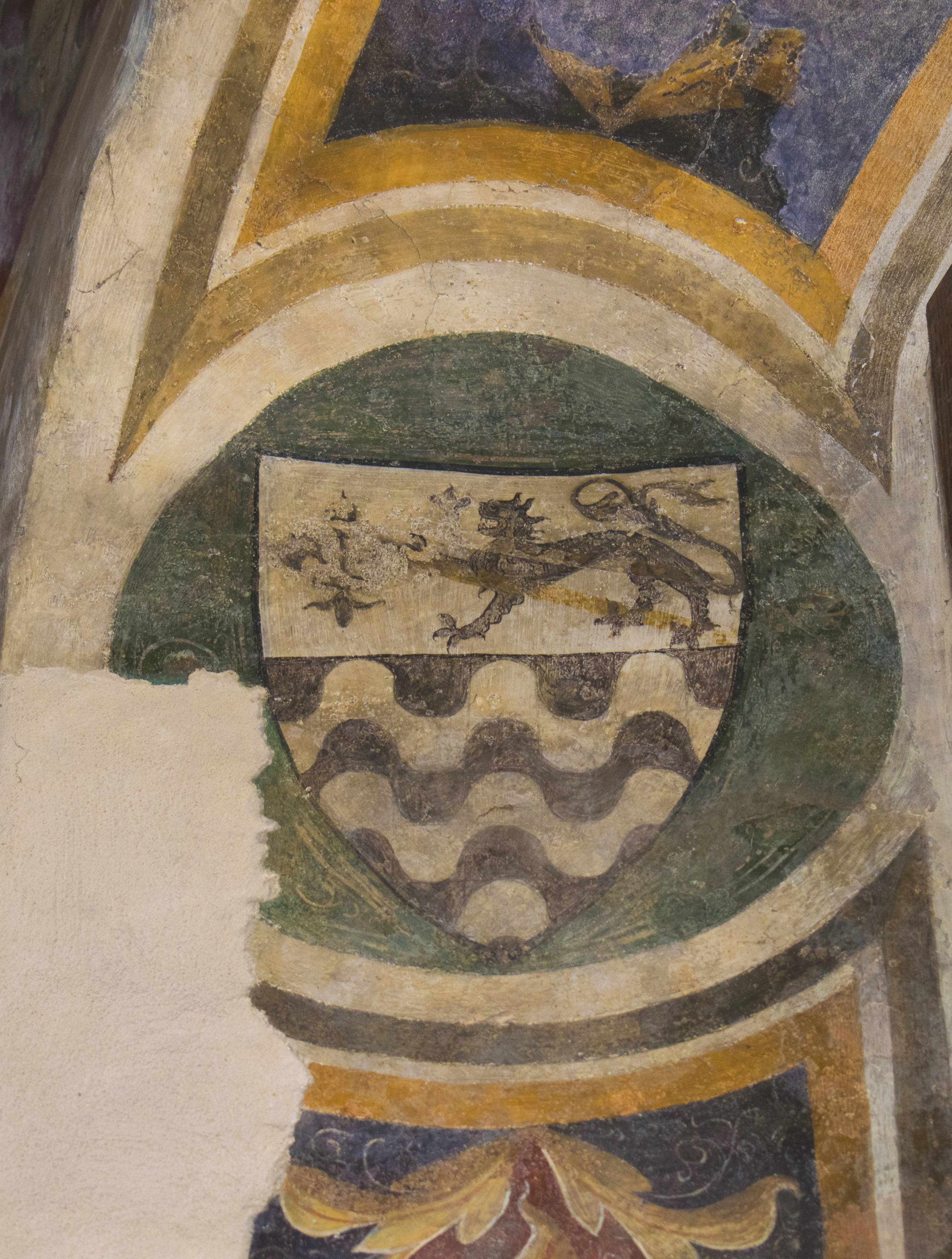
Stemma della famiglia Manassei (affresco del XIV secolo, chiesa di San Salvatore, Terni).

## Lavoro religioso
Dopo essersi dedicato assiduamente allo studio della teologia, Barnaba cominciò a predicare con grande successo, ma una grave malattia lo obbligò ad abbandonare questa attività. In seguito, fu quasi continuamente impiegato in diversi incarichi importanti. Si dimostrò uno zelante promotore di quel ramo dell'ordine noto come l'Osservanza.

## Fondazione del primo Monte di Pietà
Dopo aver consultato il suo collega religioso Fortunato Coppoli, che era stato un eminente giurisconsulto, Barnaba stabilì il primo Monte di Pietà, un istituto di beneficenza, nella città di Perugia nel 1462. Ne derivò un'opposizione violenta, ma Barnaba e Fortunato prevalsero sui loro avversari in una disputa pubblica. Barnaba successivamente estese il suo lavoro ad altre città; fu accolto con entusiasmo da diversi grandi missionari francescani e ai loro tempi i monti di pietà migliorarono notevolmente le condizioni sociali dell'Italia.

## Morte
Morì all'Eremo delle Carceri sul Monte Subasio in età avanzata e i suoi resti vi furono depositati nella Cappella di Santa Maria Maddalena. È commemorato nel martirologio francescano il 17 febbraio.